# 혼다 자동차 (중국)
혼다 자동차(영어: Honda Automobile (China) Co., Ltd.)는 혼다 기연공업과 광저우 자동차 그룹 및 둥펑 자동차 그룹이 소유한 합작 투자 자동차 제조업체였다.